# Isaia Luigi Agazzi
Isaia Luigi Agazzi (Bergamo, 10 dicembre 1838 – Bergamo, 9 gennaio 1917) è stato un patriota e militare italiano che partecipò alla Spedizione dei Mille.

## Biografia
Nacque a Bergamo il 10 dicembre 1838 da Alessandro e Giuseppa Mara. Nel 1860 con altri suoi compagni (Isacco Arcangeli, Giuseppe Bresciani, Ferdinando Cadei, Giuseppe Ghislotti, Agostino Pasquinelli, Carlo Scotti) lasciò gli studi di matematica presso l'Università di Pavia per partecipare alla spedizione dei Mille. Raggiunta Genova, si imbarcò sulla nave “Piemonte”.
Il 1º novembre 1860 fu nominato sottotenente addetto alle matricole nella Brigata Musolino.
Dopo la sedizione nel meridione entrò nei ranghi dell'esercito prima nella Fanteria nel Corpo dei Volontari Italiani e poi nel Reggimento Granatieri di Lombardia.
In questo corpo partecipò alla III Guerra d’Indipendenza.
Nel 1910 ricevette la cittadinanza onoraria di Marsala.
Morì nella sua città natale il 9 gennaio 1917.

### Vita privata
Si sposò con Giuseppa Rota Latini dalla quale ebbe due figli: Giuseppe e Cesare.